# Aborcja w Słowenii
Aborcja w Słowenii – w chwili obecnej słoweńskie ustawodawstwo przewiduje aborcję na żądanie kobiety ciężarnej w pierwszych dziesięciu tygodniach ciąży. Po upływie dziesiątego tygodnia od poczęcia przerwanie ciąży jest dopuszczalne tylko pod warunkiem uzyskania zgody komisji złożonej z lekarza i pracownika socjalnego lub psychologa.

## Aborcja w Konstytucji Słowenii
Artykuł 55 Konstytucji Słowenii stwierdza: Każdy ma prawo decydować o posiadaniu dzieci. Państwo zapewnia możliwości egzekwowania tej wolności i umożliwia rodzicom decydowanie o posiadaniu dzieci. Zapis ten przez środowiska pro-choice jest traktowany jako konstytucyjne potwierdzenie dopuszczalności aborcji, pomimo iż przerywanie ciąży nie zostało imiennie wymienione w ustawie zasadniczej.